# اوکاریس
اوکاریس (نام علمی: Eucharis) نام یک سرده از خانواده نرگسیان است.